# 8701
8701 è il terzo album del cantante R&B statunitense Usher, pubblicato nel 2001.

## Nascita dell'album
Inizialmente Usher voleva intitolare il suo terzo album All About U, e la pubblicazione era stata prevista per il 31 ottobre 2000. L'album avrebbe seguito l'album My Way (1997), che ad oggi ha venduto oltre 7 milioni di copie nel mondo. Tuttavia il 13 marzo 2000 molte canzoni che avrebbero dovuto far parte dell'album, tra cui "T.T.P.", "U R the One" e "Pop Ya Collar", furono reperite sul sito internet Napster, molti mesi prima della pubblicazione ufficiale del disco. Di conseguenza, la data di pubblicazione dell'album fu fatta slittare due volte, prima al 5 dicembre 2000 e quindi al 17 luglio 2001. Nel corso della registrazione del programma televisivo MTV Icon dedicato a Janet Jackson, Usher spiegò la scelta di rifare l'album daccapo dopo la frode informatica: "Non volevo che il mio disco fosse ricordato per questo o che questo fosse il modo in cui l'avrei presentato ai miei fan" e specificò che le canzoni che erano state pubblicate su Internet non avrebbero fatto parte dell'album.
Dopo che furono scritte e incise nuove canzoni, il pubblicitario di Usher annunciò il titolo dell'album, ‘‘8701'’, che venne dichiarato essere "un album pressoché nuovo" rispetto al progetto precedente. Il significato di questo titolo restò inizialmente oscuro; si pensava che fosse una data (7 agosto 2001), ma il pubblicitario di Usher smentì l'ipotesi. Usher dichiarò che il titolo derivava da un'esperienza per lui rilevante, e che ne avrebbe parlato solo successivamente. Alla fine un suo portavoce rivelò che l'"87" del titolo si riferisce all'anno 1987, quando Usher cantò in pubblico per la prima volta in una chiesa di Atlanta, mentre lo "01" si riferisce all'anno 2001, in cui l'album ha visto la luce.

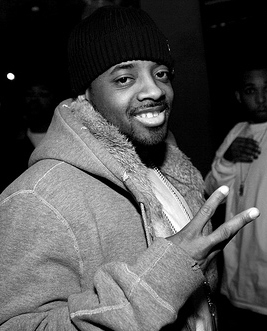
Jermaine Dupri produsse e co-scrisse varie canzoni di 8701.

8701 fu inciso negli Stati Uniti, tra le città di Los Angeles, New York, Minneapolis e Atlanta. Furono coinvolti vari produttori: i Neptunes, Jermaine Dupri, P. Diddy - che aveva già prodotto il precedente album di Usher, My Way - Babyface, Kevin "She'kspere" Briggs, Mike City, Bryan Michael Cox e Jimmy Jam & Terry Lewis. Jam e Lewis furono incaricati dalla madre di Usher e dal suo manager di lavorare a 8701 in occasione della cerimonia degli MTV Video Music Awards del 2000. Secondo quanto dichiarato da Jimmy Jam, la madre di Usher aveva detto: "Accidenti, Usher ha una specifica traccia che pensavamo voi due sareste stati perfetti per produrla". Mesi dopo, Jam e Lewis produssero la canzone "Separated". Una volta che il dirigente L.A. Reid approvò la canzone, questi chiese al duo di continuare la collaborazione con Usher. Il cantante chiese quindi ai due produttori una canzone che somigliasse a "Tender Love", un brano R&B interpretato dai Force MDs nel 1985 e da loro prodotto, ma più "personale", e il risultato fu Can U Help Me. Una volta terminato 8701, Jimmy Jam e Terry Lewis furono incaricati da Reid di lavorare nuovamente su quello che sarebbe diventato il singolo U Remind Me. Reid dichiarò: "È risaputo che Usher sappia ballare, ha stile e su questo non ci piove. Ma voglio che la gente pensi: 'Sa cantare sul serio'."

## Descrizione dell'album
In una intervista ad MTV Usher dichiarò che i testi di 8701 rispecchiano la sua "anima", e dichiarò che le tematiche erano l'amore, le sue relazioni ed il suo cuore infranto; "Ascolto molto i primi dischi di Donny Hathaway, Stevie Wonder, Marvin Gaye e Michael Jackson, i classici della Motown. C'è un po' di tutti loro in questo album. Mi piace proprio com'era la musica allora, così come nei primi anni Novanta quando c'erano artisti come i Troop e Jodeci, e Michael Jackson era al suo apice."
‘‘8701'’ è un album in cui predomina come genere l'R&B.
"Can U Help Me" parla di una relazione molto profonda che Usher ha vissuto. "U Don't Have to Call" è una canzone hip-hop ispirata a Michael Jackson, mentre "U Got It Bad" è un brano di R&B con chitarre ed una linea del basso lenta. "U Remind Me", il primo singolo dell'album, è anch'essa una canzone R&B, i cui testi narrano di una donna che ricorda ad Usher di una sua ex fidanzata, ed è per questo motivo che gli è impossibile frequentarla.
Il pronome “You” è stato riscritto come “U” nei titoli di tutte le canzoni dell'album.
La copertina di ‘‘8701'’ mostra un piano americano di Usher con una giacca nera aperta sul petto, mostrando gli addominali, e degli occhiali da sole, con sullo sfondo un cielo rosso al tramonto. Anche sulle copertine dei singoli "U Got It Bad" e "U Don't Have to Call" Usher è ritratto a petto nudo.

## Promozione
Usher commentò: "Posticipare l'uscita dell'album è stato un rischio, ma pensavo che avrebbe accresciuto l'attesa". 8701 uscì infine il 7 agosto 2001. La Arista battezzò la giornata "Usher day", durante la quale Usher interpretò il singolo "U Remind Me" allo show Live! with Kelly, e in seguito anche in occasione dei BET Awards e del concerto United We Stand: What More Can I Give al RFK Stadium di Washington in onore delle vittime degli attentati dell'11 settembre 2001. Usher presenziò a Total Request Live in America, tenne uno speciale showcase in un centro commerciale della Virgin, e un evento al ristorante Planet Hollywood. Usher interpretò "U Got It Bad" agli American Music Award del 2001.

### Singoli estratti
- Pop Ya Collar fu pubblicato come singolo per pubblicare l'album "abortito" All About U. Dopo che la canzone filtrò sul sito Napster assieme ad altre tracce, fu aggiunta solo ad alcune edizioni di 8701, ma non su tutte. Riscosse grande successo nel Regno Unito,[24] ma non negli Stati Uniti, dove si fermò alla numero 60 della Billboard Hot 100.[25]
- Il primo singolo ufficiale da 8701 fu U Remind Me, pubblicato il 19 giugno 2001.[12] La canzone fu degna del suo ruolo, ricevendo ottimi riscontri di pubblico e di critica, arrivando alla posizione numero 1 della Billboard Hot 100,[25] ed entrando nelle top 5 di molti altri Paesi, tra cui Francia, Belgio, Regno Unito e Australia.[26]
- I Don't Know!, con la collaborazione del rapper e produttore P. Diddy, doveva essere il secondo singolo a venir estratto. Ricevette trasmissione radiofonica in America,[12] e fu anche girato un video a Los Angeles con la regia di Diddy stesso.[13]
- U Got It Bad, estratto come secondo singolo ufficiale il 4 settembre 2001, arrivò alla posizione numero 1 in America come U Remind Me, rimanendoci cinque settimane, e riscosse successo anche in vari altri Paesi.[25]
- U Don't Have to Call, pubblicata il 12 gennaio 2002, arrivò alla numero 3 in America.[25] Nel Regno Unito fu pubblicato come doppio singolo assieme a I Need a Girl (Part One) di P. Diddy, arrivando alla posizione numero 4.[27]
- U-Turn fu l'ultimo singolo ad essere estratto dall'album il 30 aprile 2002, entrando nelle top 10 in Belgio e Australia.[28]

## Recensioni
| Recensione            | Giudizio   |
| --------------------- | ---------- |
| AllMusic              | [ 29 ]     |
| BBC Online            | favorevole |
| Blender               | [ 31 ]     |
| Entertainment Weekly  | B-         |
| M&D - Musica & Dischi | 3/5        |
| NME                   | 8/10       |
| Q                     | [ 35 ]     |
| Rolling Stone         | [ 36 ]     |
| Slant Magazine        | [ 37 ]     |
| Vibe                  | [ 38 ]     |
| Yahoo! Music          | favorevole |

‘‘8701'’ ricevette recensioni prevalentemente positive dalla critica. Lucy O'Brien di NME lodò Usher per aver pubblicato un album più maturo, che "riflette il suo percorso emotivo" aggiungendo che "La versatilità è la chiave di tutto: beat in staccato con melodie melliflue, sontuosi lenti e armonie scattanti – ma serpeggianti dalla prospettiva singola di Usher. Un lavoro vincente." Christian Hopwood di BBC Online apprezzò l'album, commentando che Usher aveva migliorato "le sue abilità di produttore, cantante e autore di brani" notando il suo apporto a dodici delle diciassette canzoni del disco. Dan Leroy di Yahoo! Music dichiarò che suonava meglio dell'album “abortito” di Usher All About You, e lo definì il suo lavoro migliore. Leroy scrisse che i Neptunes e Jimmy Jam & Terry Lewis avevano apportato all'album "il loro meglio". J. D. Considine di Blender scrisse che l'album di Usher "fa quello che dovrebbe fare, conferendo ad Usher un sound R&B maturato senza assottigliare il suo fascino adolescenziale". Kathryn McGuire di Rolling Stone descrisse la voce di Usher come "vellutata" e aggiunse che "Tra quel broncio e autocompiacimento da playboy, la voce di Usher è straordinariamente adattabile". McGuire tuttavia notò che l'album pecca del fatto che "Usher non abbandona mai la sua maschera meticolosmanete azzimata", e che ogni canzone era standardizzata, a "misura di radio".
Sal Cinquemani di Slant Magazine ritenne molte canzoni dell'album simili allo stile di Janet Jackson, e paragonò la voce di Usher a quella del fratello di questa, Michael Jackson "[...] porta in superficie l'altro fratello Jackson che c'è in Usher, sostenendo bridge vocali in falsetto per "I Don't Know" e "U Don't Have to Call" che sono senza dubbio marchi di fabbrice del Re del Pop." Jason King di Vibe espresse un giudizio favorevole su alcune canzoni, ma si disse deluso del fatto che dei "mostri sacri come i produttori" non avessero forgiato alcun "capolavoro", dando all'album tre stelle su cinque. Stephen Erlewine di Allmusic scrisse: "È un bel ragazzo, il suo repertorio è scorrevole e seducente, e ha una bella voce, anche se tende a preferire il melisma". Erlewine etichettò l'album "un affare classico e seducente" ma sottolineò l'assenza di canzoni indimenticabili. Josh Tyrangiel di Entertainment Weekly scrisse che le tracce dell'album "si mescolano inoffensive" ma rimase dubbioso sulle canzoni prodotte da Usher negli ultimi quattro anni.
Rossella Rambaldi di Musica & Dischi commentò come Usher avesse ottenuto dai blasonati produttori "una manciata di composizioni di buon livello, almeno per non sfigurare 'alle orecchie' di un pubblico abituato bene", definì il singolo "U Remind Me" “assai commerciale”, precisando che “è bene spingersi direttamente alla seconda e alla terza traccia per trovare un po' più di sostanza. In effetti la grintosa ‘I Don't Know' (ospite P. Diddy) e l'erotica ‘Twork It Out’ rappresentano gli episodi migliori dell'album”, e concluse sostenendo che “Usher può fare di meglio, lo dice il suo eclettico talento vocale, ancora un po' acerbo."

## Successo commerciale
L'album debuttò alla posizione numero 4 della classifica statunitense Billboard 200 vendendo 210 000 copie nella prima settimana, superando nel breve termine i dati del predecessore My Way (1997). Diciotto settimane dopo la sua pubblicazione, ‘‘8701'’ aveva venduto quasi due milioni di copie negli USA. Nel febbraio 2002 ‘‘8701'’ arrivò alla posizione numero 11 negli Stati Uniti. Al marzo 2010 l'album ha venduto 4,7 milioni di copie negli Stati Uniti, ed è certificato quadruplo disco di platino dalla Recording Industry Association of America (RIAA). L'album debuttò alla posizione numero 1 nella Billboard Canadian Albums.
Arrivò alla posizione numero 1 della Official Albums Chart nell'agosto 2001, e rimase in classifica 47 settimane.
L'album entrò nelle top 5 in Danimarca e Belgio Vallonia, ed etrò direttamente nelle top 10 di Nuova Zelanda, Paesi Bassi, Svizzera e Norvegia. L'album ha venduto oltre 8 milioni di copie nel mondo.

## Premi e riconoscimenti
L'album fruttò ad Usher vari riconoscimenti. Vinse il suo primo Grammy Award nella categoria Best R&B Vocal Performance Male (per "U Remind Me"). L'anno seguente, vinse lo stesso premio per la canzone "U Don't Have to Call".
Usher vinse nel 2002 come Top R&B/Hip-Hop Singles Artist, Top R&B/Hip-Hop Male Artist e Top R&B/Hip-Hop Artist ai Billboard Awards, e un BET Award come Miglior Artista R&B. Ai Soul Train Music Awards del 2002 l'album vinse come Album Maschile R&B/Soul.
L'album ed il singolo "U Got It Bad" furono considerati tra i migliori del decennio 2000–2009.

## Tracce
1. "Intro-lude 8701" 0:45
2. "U Remind Me" 4:27
3. "I Don't Know" (featuring P. Diddy) 4:29
4. "Twork It Out" 4:46
5. "U Got It Bad" 4:13
6. "If I Want To" 3:53
7. "I Can't Let U Go" 3:30
8. "U Don't Have To Call" 4:33
9. "Without U (Interlude)" 0:56
10. "Can U Help Me" 5:51
11. "How Do I Say" 6:23
12. "Hottest Thing" 3:50
13. "Good Ol' Ghetto" 4:01
14. "U-Turn" 3:12
15. "U R The One" 3:55

Versione internazionale
1. "Intro
2. "U Remind Me" 4:26
3. "I Don't Know" (featuring P. Diddy) 4:26
4. "Twork It Out" 4:42
5. "U Got It Bad" 4:07
6. "Pop Ya Collar" 3:35
7. "If I Want To" 3:46
8. "I Can't Let U Go" 3:28
9. "U Don't Have To Call" 4:29
10. "Without U (Interlude)" 0:53
11. "Can U Help Me" 5:35
12. "How Do I Say" 5:39
13. "Hottest Thing" 3:49
14. "Good Ol' Ghetto" 4:00
15. "U-Turn" 3:11
16. "T.T.P." 3:41
17. "Separated" 4:24
18. "U Remind Me (KC's Smooth Remix)" (featuring Chemistry) (Japan Bonus Track) 4:32

## Formazione
Crediti di 8701 tratti da AllMusic.
- David Ashton – Assistente tecnico
- Babyface – Artista ospite
- Dave Barry – Artista ospite
- Edmund "Butter" Clement – Autore
- Bryan-Michael Cox – Autore, Strumentista, Produttore
- Jermaine Dupri – Autore, Artista ospite
- Kevon Edmonds – Artista ospite
- Brian Garten – Tecnico
- Kevin Guarnieri – Assistente tecnico, Tecnico
- R.L. Huggar – Autore
- Jimmy Jam e Terry Lewis – Produttori
- Kelis – Artista ospite
- Terry Lewis – Artista ospite
- Puff Daddy – Artista ospite
- David Rideau – Tecnico
- R. Troutman – Autore
- Usher – Voce, autore
- Pharrell Williams – Autore

## Classifiche

### Classifiche settimanali
| Classifica (2001)                  | Posizione massima |
| ---------------------------------- | ----------------- |
| Australia                          | 7                 |
| Austria                            | 47                |
| Belgio Fiandre                     | 14                |
| Belgio Vallonia                    | 4                 |
| Canada                             | 1                 |
| Danimarca                          | 3                 |
| Francia                            | 14                |
| Germania                           | 7                 |
| Irlanda                            | 9                 |
| Italia                             | 47                |
| Norvegia                           | 10                |
| Nuova Zelanda                      | 8                 |
| Paesi Bassi                        | 7                 |
| Regno Unito                        | 1                 |
| Stati Uniti                        | 4                 |
| Stati Uniti Top R&B/Hip-Hop Albums | 3                 |
| Svezia                             | 28                |
| Svizzera                           | 10                |

### Classifiche decennali
| Classifica (2000–2009)             | Posizione |
| ---------------------------------- | --------- |
| Stati Uniti Billboard 200          | 63        |
| Stati Uniti Top R&B/Hip-Hop Albums | 33        |

## Cronologia pubblicazioni

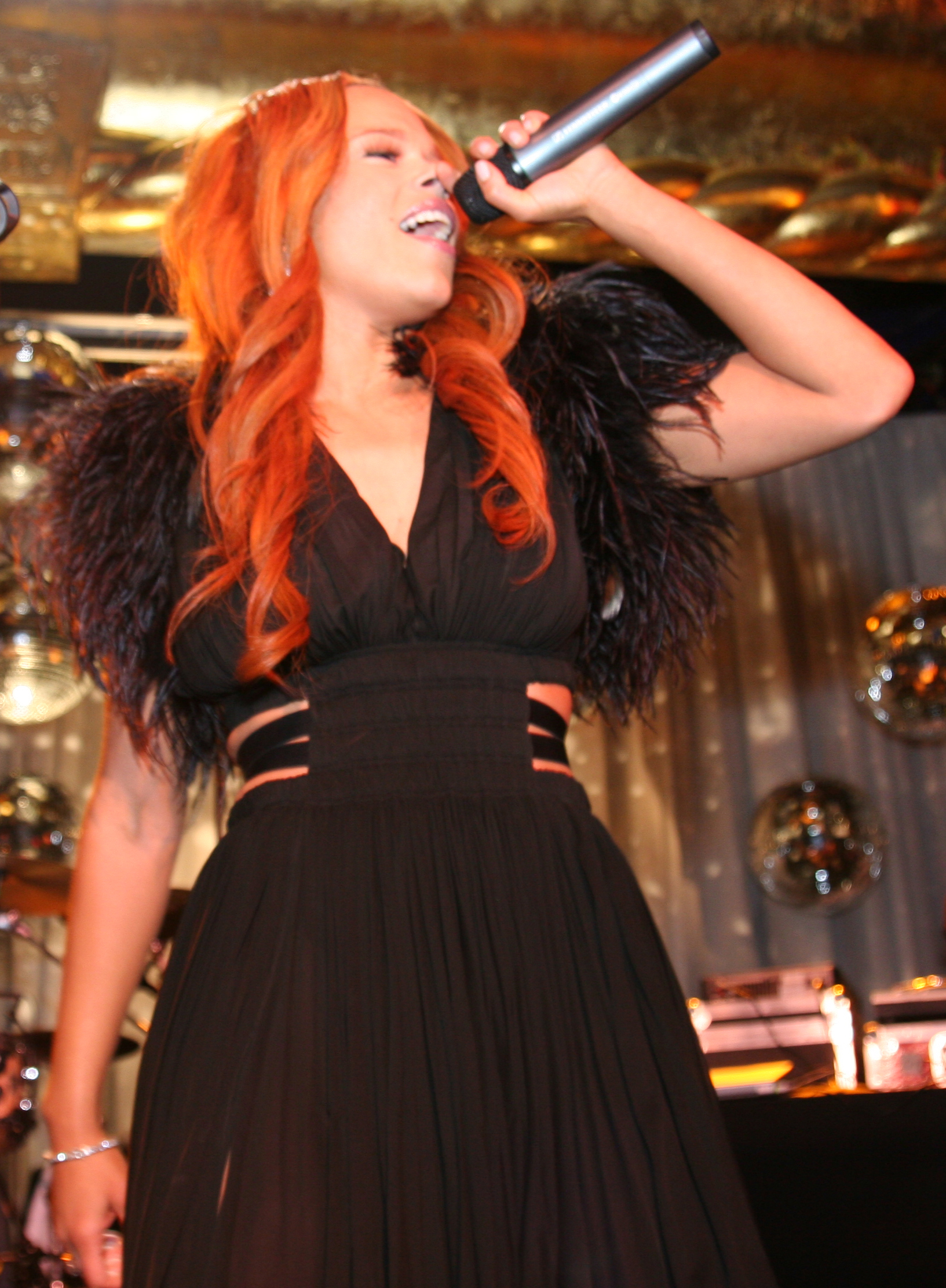
Faith Evans aprì i concerti per il tour di Usher.

| Regione       | Data           | Formato      | Etichetta                |
| ------------- | -------------- | ------------ | ------------------------ |
| Paesi Bassi   | 1º luglio 2001 | CD, download | Arista Records           |
| Francia       | 10 luglio 2001 | CD, download | Arista Records           |
| Germania      | 30 luglio 2001 | CD, download | Arista Records           |
| Australia     | 7 agosto 2001  | CD, download | Arista Records           |
| Canada        | 7 agosto 2001  | CD, download | Sony Music Entertainment |
| Regno Unito   | 7 agosto 2001  | CD, download | Sony Music Entertainment |
| Stati Uniti   | 7 agosto 2001  | CD, download | Arista Records           |
| Nuova Zelanda | 13 agosto 2001 | CD, download | Arista Records           |

## Evolution 8701 Tour
Il tour di supporto all'album 8701 fu battezzato dagli stessi fan del cantante Evolution 8701 Tour. Usher si esibì nelle arene in Nord America di fronte a folle dai 5.000 ai 12.000 spettatori.
Usher voleva far partire il tour il 29 novembre 2001 da Baltimora e farlo terminare il 30 dicembre a Los Angeles. Tuttavia il tour fu posticipato poiché Usher si era slogato una spalla durante le prove. Una volta ristabilitosi, Usher commentò: "Non vedo l'ora di uscire ed esibirmi sul palco. Ora che il mio braccio è a posto, sono pronto a venire a interagire con i miei fan. Non c'è niente come quel tipo di eccitazione e quell'energia."
Ad aprire i suoi concerti furono la cantante Faith Evans ed i rapper Nas e Mr. Cheeks. Il tour cominciò il 25 aprile 2002 dalla città di Denver.

### Artisti di apertura
- Faith Evans
- Nas
- Mr. Cheeks

### Date del tour
| Data           | Città          | Paese       | Luogo di esibizione           |
| -------------- | -------------- | ----------- | ----------------------------- |
| Nord America   |                |             |                               |
| 25 aprile 2002 | Denver         | Stati Uniti | Pepsi Center                  |
| 26 aprile 2002 | Albuquerque    | Stati Uniti | Journal Pavilion              |
| 27 aprile 2002 | Phoenix        | Stati Uniti | Cricket Wireless Pavilion     |
| 28 aprile 2002 | Las Vegas      | Stati Uniti | Mandalay Bay Events Center    |
| 2 maggio 2002  | San Diego      | Stati Uniti | Coors Amphitheatre            |
| 3 maggio 2002  | Los Angeles    | Stati Uniti | Verizon Wireless Amphitheatre |
| 4 maggio 2002  | Sacramento     | Stati Uniti | Valley Amphitheatre           |
| 5 maggio 2002  | Concord        | Stati Uniti | Concord Pavilion              |
| 8 maggio 2002  | Calgary        | Canada      | Pengrowth Saddledome          |
| 10 maggio 2002 | Vancouver      | Canada      | General Motors Place          |
| 11 maggio 2002 | Seattle        | Stati Uniti | KeyArena                      |
| 12 maggio 2002 | Portland       | Stati Uniti | Rose Garden                   |
| 16 maggio 2002 | Minneapolis    | Stati Uniti | Target Center                 |
| 17 maggio 2002 | Chicago        | Stati Uniti | Tweeter Center                |
| 18 maggio 2002 | St. Louis      | Stati Uniti | Riverport Amphitheatre        |
| 19 maggio 2002 | Kansas City    | Stati Uniti | Sandstone Amphitheater        |
| 23 maggio 2002 | Columbus       | Stati Uniti | Polaris Amphitheater          |
| 24 maggio 2002 | Cincinnati     | Stati Uniti | Riverbend Music Center        |
| 25 maggio 2002 | Detroit        | Stati Uniti | Pine Knob Music Theatre       |
| 26 maggio 2002 | Cleveland      | Stati Uniti | Gund Arena                    |
| 30 maggio 2002 | Nashville      | Stati Uniti | AmSouth Amphitheatre          |
| 31 maggio 2002 | Charlotte      | Stati Uniti | Verizon Wireless Amphitheatre |
| 1º giugno 2002 | Raleigh        | Stati Uniti | Alltel Pavilion               |
| 2 giugno 2002  | Virginia Beach | Stati Uniti | Verizon Wireless Amphitheatre |
| 6 giugno 2002  | Miami          | Stati Uniti | American Airlines Arena       |
| 7 giugno 2002  | Atlanta        | Stati Uniti | Chastain Park                 |
| 8 giugno 2002  | Tampa          | Stati Uniti | Ice Palace Arena              |
| 9 giugno 2002  | Orlando        | Stati Uniti | T.D. Waterhouse Centre        |
| 13 giugno 2002 | Holmdel        | Stati Uniti | PNC Bank Arts Center          |
| 14 giugno 2002 | Wantagh        | Stati Uniti | Jones Beach Amphitheatre      |
| 15 giugno 2002 | Boston         | Stati Uniti | Tweeter Center                |
| 16 giugno 2002 | Filadelfia     | Stati Uniti | Tweeter Center                |
| 20 giugno 2002 | Toronto        | Canada      | Air Canada Centre             |
| 21 giugno 2002 | Albany         | Stati Uniti | Pepsi Center                  |
| 22 giugno 2002 | Hartford       | Stati Uniti | Meadows Amphitheatre          |
| 23 giugno 2002 | Buffalo        | Stati Uniti | HSBC Arena                    |
| 27 giugno 2002 | Indianapolis   | Stati Uniti | Verizon Wireless Amphitheatre |
| 28 giugno 2002 | Hershey        | Stati Uniti | Hersheypark Stadium           |
| 29 giugno 2002 | Washington     | Stati Uniti | Nissan Pavilion               |
| 30 giugno 2002 | Pittsburgh     | Stati Uniti | Post Gazette Pavilion         |
| 4 luglio 2002  | San Antonio    | Stati Uniti | Verizon Wireless Amphitheatre |
| 5 luglio 2002  | Dallas         | Stati Uniti | Smirnoff Music Center         |
| 6 luglio 2002  | Houston        | Stati Uniti | Compaq Center                 |
| 7 luglio 2002  | New Orleans    | Stati Uniti | Louisiana Superdome           |